# Thaumasiochaeta pilitarsis
Thaumasiochaeta pilitarsis är en tvåvingeart som beskrevs av Stein 1911. Thaumasiochaeta pilitarsis ingår i släktet Thaumasiochaeta och familjen husflugor. Inga underarter finns listade i Catalogue of Life.